# Účastník řízení
Účastníkem řízení se může stát fyzická nebo právnická osoba. Řízením se rozumí formalizovaný postup, kterým orgán veřejné moci jedná s fyzickými nebo právnickými osobami.  Všechny osoby, které se řízení účastní, musí být způsobilé, může se ale objevit výjimka, kdy dá odpovídající orgán možnost vyjádřit svůj názor nebo postoj osobě, která ještě způsobilá není. Hlavním účastníkem je osoba, která dala podnět k řízení. Vedlejšími účastníky jsou například svědci, znalci nebo zástupci.

## Práva a povinnosti účastníka
Účastníci mají právo být informováni o zahájení řízení, mohou předkládat důkazy a nahlížet do spisu. Také se mohou k věci vyjádřit. Mají právo podat odvolání proti rozhodnutí nebo podat stížnost.
Povinností účastníka je na vyžádání předložit svůj průkaz totožnosti. Účastníci musí dodržovat mlčenlivost, pokud se jedná o tajné řízení. Písemnosti vyhotovené v cizím jazyce musí účastník řízení předložit v originálním znění a současně v úředně ověřeném překladu do jazyka českého, pokud orgán nesdělí účastníkovi řízení, že takový překlad nevyžaduje.

## Úkony účastníka
Nejdůležitějším úkonem hlavního účastníka je podání, které se podává k příslušnému orgánu, který je místně a věcně příslušný, to znamená, že věc spadá do jeho působnosti. V podání musí být jasně uvedeno, kdo podání podal, které věci se týká, pod který orgán spadá a co účastník navrhuje. Podání musí být v elektronické podobě a musí obsahovat uznaný elektronický podpis. Orgán musí na podání odpovědět a sdělit ve lhůtě 30 dnů, zda bude proces zahájen, nebo zda pro zahájení není důvod.

## Druhy řízení
Mezi řízení, kterých se mohou účastníci účastnit, patří například stavební, správní, územní, občanské nebo sporné řízení.

## Účastník řízení v rámci Soudního dvora EU
Soudní dvůr Evropské unie dohlíží na to, aby bylo právo uplatňováno ve všech státech Evropské unie stejným způsobem. Také řeší právní spory mezi jednotlivými státy a orgány EU. Mohou se na něj obrátit i jednotlivci, pokud mají pocit, že nějaký z orgánů EU porušil jejich práva.
Existuje mnoho druhů řízení, které řeší Soudní dvůr a kterých se účastník může účastnit. Jsou to například řízení o náhradě škody, řízení o žalobě pro nečinnost nebo řízení o žalobě pro nesplnění povinnosti.
Každý účastník řízení musí projít jeho dvěma hlavními částmi. Jde o písemnou část, která obsahuje zahájení řízení a přípravná opatření, a poté ústní část, která obsahuje veřejné zasedání a stanovisko generálního advokáta. Do ústní části patří také rozsudek nebo zvláštní řízení. Všechny tyto fáze jsou povinné a účastník se na ně musí dostavit nebo za sebe poslat náhradu, osobu, která se na případu také podílí.